# Kurilo
Kurilo (cyr. Курило) – wieś w Czarnogórze, w gminie Podgorica. W 2011 roku liczyła 110 mieszkańców.